# Paterna del Madera
Paterna del Madera (antiguamente hasta 1916 Paterna) es un municipio español situado al sureste de la península ibérica, en la provincia de Albacete, dentro de la comunidad autónoma de Castilla-La Mancha. Se encuentra en el valle del río Madera, afluente del río Mundo, en el centro de la antigua sierra de Alcaraz y está asociada a la mancomunidad de servicios de la sierra del Segura. 

## Geografía

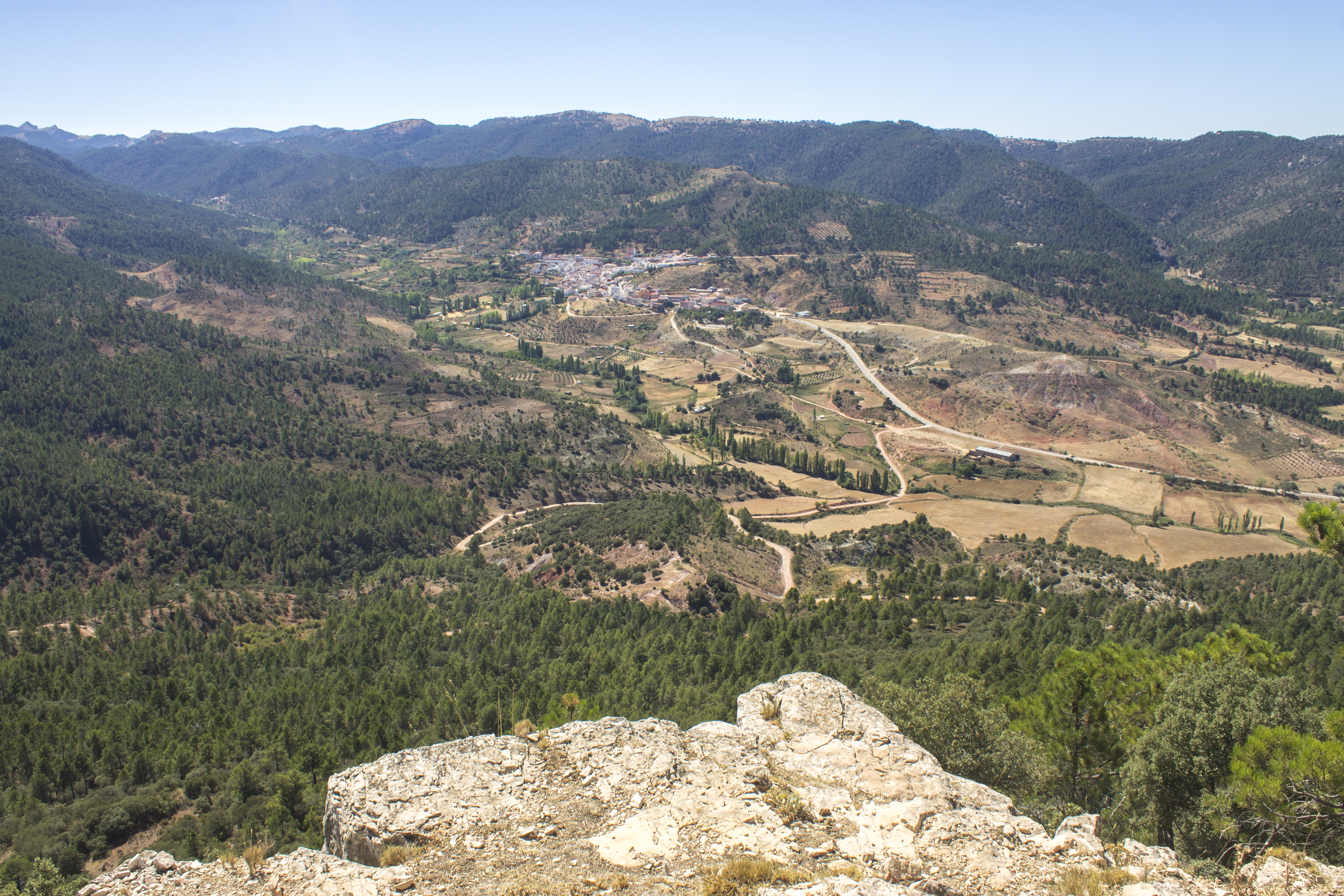
Vistas de Paterna del Madera desde El Bañaero

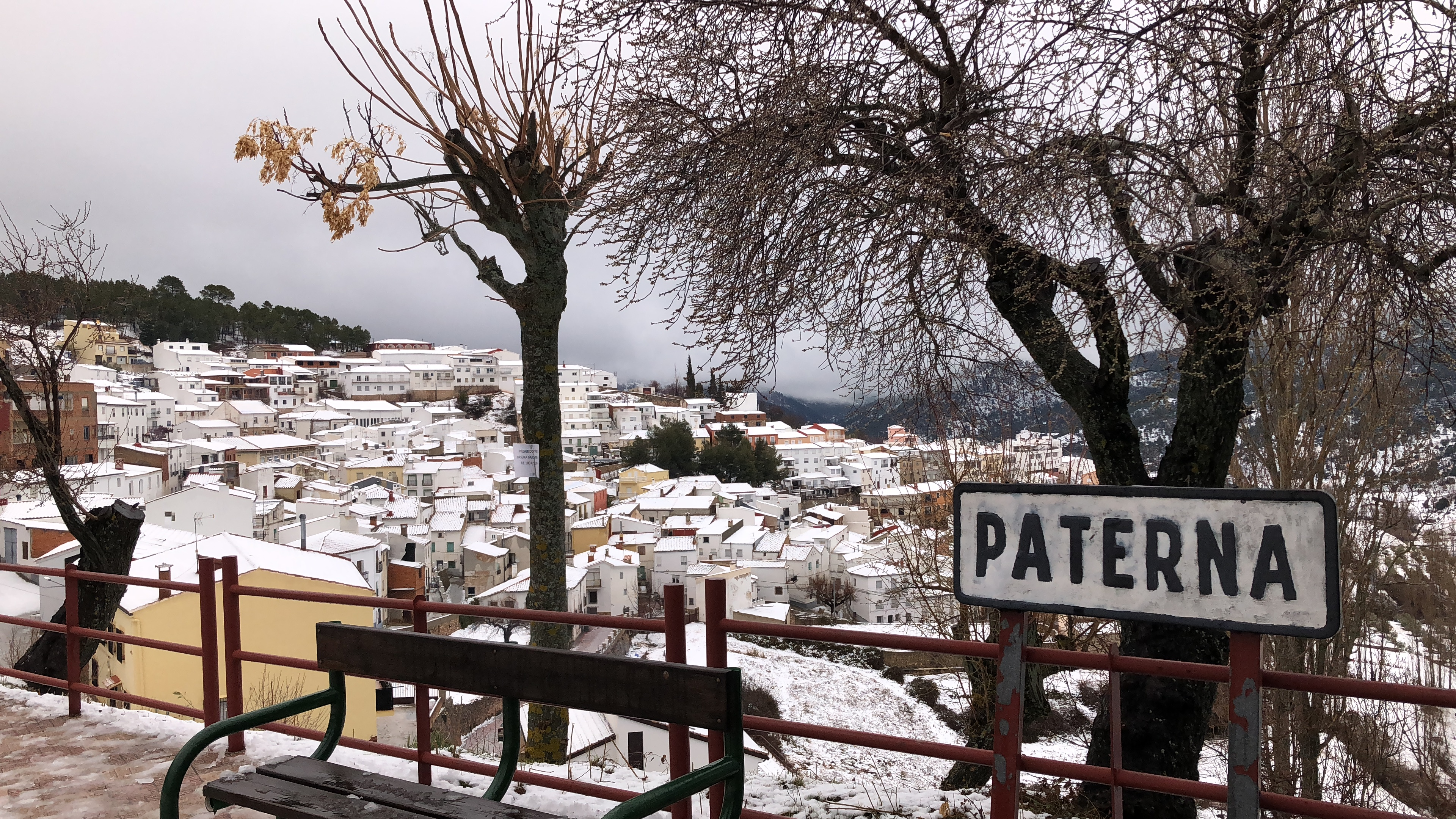
Paterna del Madera en enero de 2018

Paterna del Madera está a 79 km de distancia geográfica de la capital de la provincia. Por carretera se llega desde Alcaraz, pasando por el puerto del Barrancazo (110 km a Albacete); desde Riópar, por el de Crucetillas; o desde Peñas de San Pedro y Bogarra (88 km a Albacete).

## Patrimonio natural
En la localidad y sus pedanías, podemos encontrar distintos parajes naturales dignos de ser visitados:
- El Chorraero, La Fuenfría, Cueva y Calar de la Osera.
- Torcarraya, Piedra de Tala Gasco y Tejo Viejo.
- Piedra del Sombrero, barranco del Ciervo y Mosquitos.
- Cuerda de las Almenaras.
- Cuerda de los Gallineros.
- Río de los Endrinales y La Peñuela.
- Río Madera y Peñalta y Piedra del Asa.
- Peña Legua y El Estrecho.

## Flora y fauna
El municipio albaceteño se encuentra en un paraje natural protegido, por lo que su flora y su fauna cobran gran importancia. Existe un predominio absoluto del pinar (pino blanco), un árbol muy resistente al frío invierno y al calor. También hay variedad de pino resiento y pino de carrasco. Algunos árboles singulares:
- El Tejo Viejo.
- Maguillo de las Hoyas.
- Tejo de la Tubilla.
- Pinos de los Cortijillos.
- Chaparro Melgo de los Tajones.
- El Pino Gordo del Toril.

En cuanto a la fauna, podemos encontrar grande mamíferos (ciervos, cabras montesas, jabalíes), menores (zorros, gatos salvajes, linces), aves rapaces (águila real, halcones, gavilanes), así como gran variedad de anfibios y otras aves.

## Senderos
Existe una red de senderos creado por la asociación de amigos. La Asociación de amigos de Paterna del Madera es una asociación sin ánimo de lucro que trabaja durante años en la promoción del pueblo, organizando eventos tales como la Matanza o la Semana Gastronómica y que está a disposición de ayudar a todo el que visite la localidad a través de su página web. Su red de senderos, que cuenta con una treintena de rutas perfectamente marcadas y que se pueden seguir a través de su app, está formadas por rutas desde 10 a 25 km, divididas en grandes, medianas y pequeñas rutas y que varían en dificultad, para que todos los amantes del senderismo puedan acceder a ellas. 

## Historia
Hasta la reforma de la nomenclatura municipal de 1916 el municipio se llamaba simplemente Paterna. En dicha fecha su nombre fue modificado por el de Paterna del Madera.

## Geografía humana

### Pedanías
Comprende las pedanías de Batán del Puerto (10 km), Casa Nueva, Casa Rosa, Los Catalmarejos (11 km), sierra del Agua (12 km), Cortijo de Tortas (6,7 km), Río Madera (13 km) y El Encebrico. En algunas de ellas no vive nadie, como en esta última, cuyo nombre se refiere a la presencia del encebro o caballo salvaje en esta zona durante la Edad Media. Le Peñuela, que hoy día ya pocos la conocen.

### Demografía
Cuenta con una población de 339 habitantes (INE 2024).
| Gráfica de evolución demográfica de Paterna del Madera entre 1842 y 2021 |
| |
| Población de derecho según los censos de población del INE Población de hecho según los censos de población del INEEn estos censos se denominaba Paterna: 1842, 1857, 1860, 1877, 1887, 1897, 1900 y 1910 |